# 宋德澤
宋德澤，直隸省冀州直隸州棗強縣人，清朝政治人物。同進士出身。
光緒二年（1876年），參加丙子恩科會試，得貢士第111名。殿試登進士三甲134名。同年五月（6月3日），經吏部掣簽，授即用知縣。